# Sentier littoral
Pour les articles homonymes, voir Sentier.

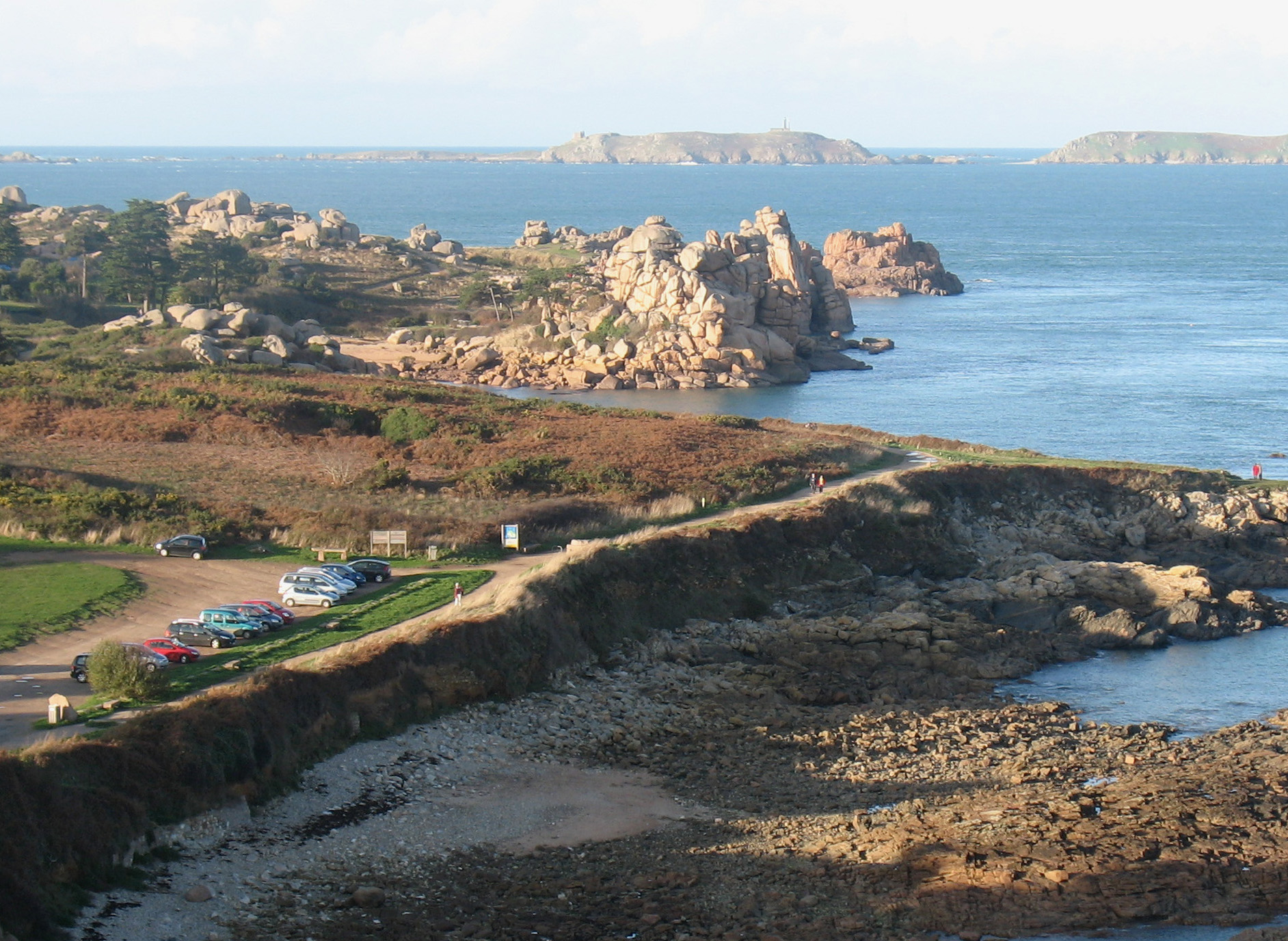
Chemin des douaniers en Bretagne.

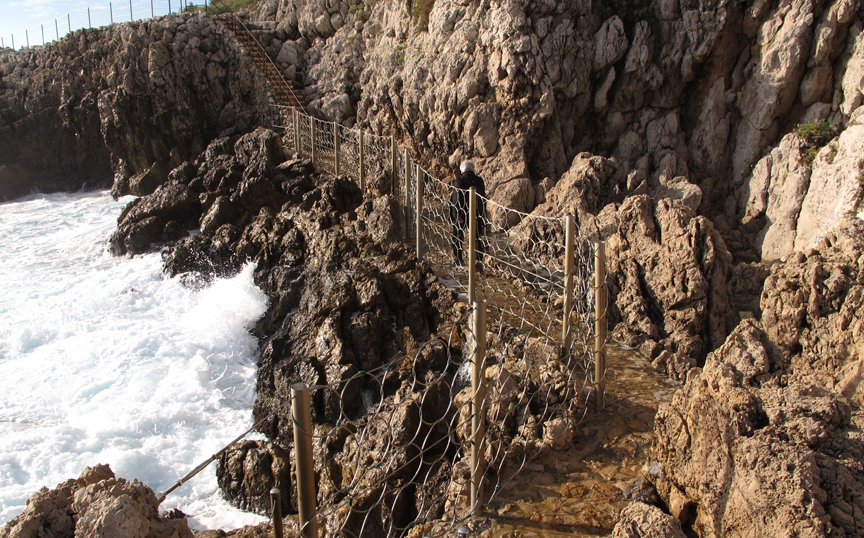
Sentier au cap d'Antibes (France).

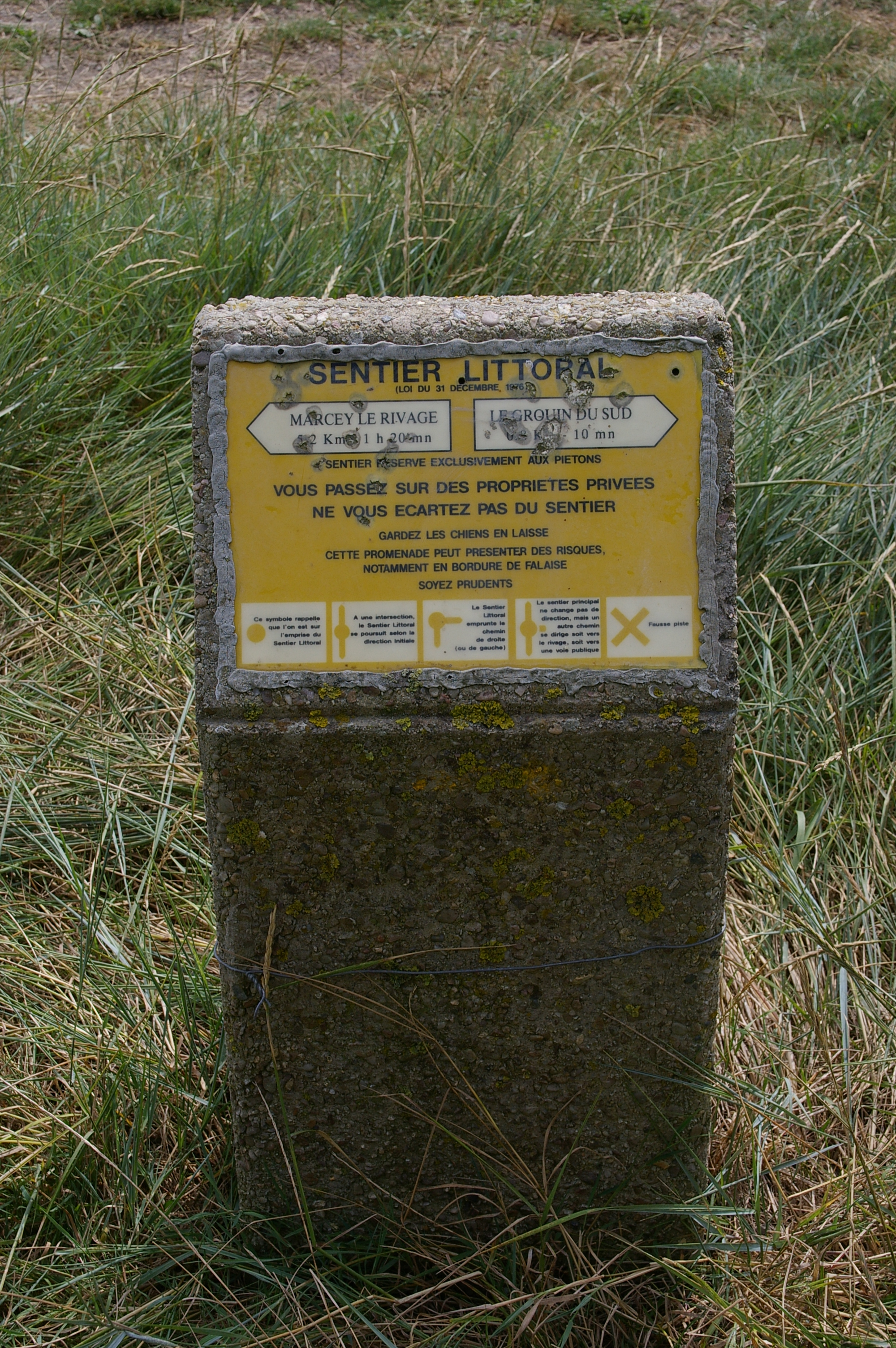
Borne du sentier littoral de la baie du Mont-Saint-Michel.

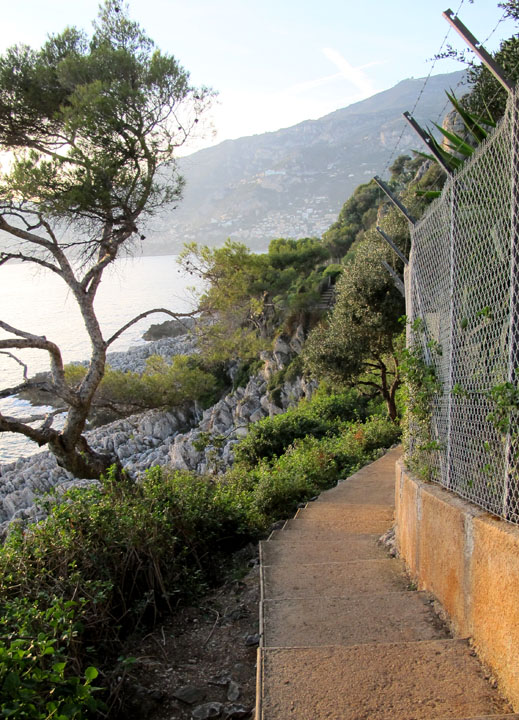
Promenade Le Corbusier au cap Martin longeant les grandes propriétés privées.

Un  sentier du littoral, parfois surnommé « sentier ou chemin des douaniers » ou encore chemin de ronde en France, est un espace de déambulation piétonnière en bordure du domaine maritime (mer ou océan). Généralement bien aménagés en raison de leur forte valeur touristique, les sentiers littoraux permettaient souvent à l'origine d'assurer l'intégrité douanière du territoire, en réservant à l'État la gestion des frontières.

## Établissement légal

### En France
Le concept de sentier littoral est établi par la loi no 1285 du 31 décembre 1976, qui reprend un usage napoléonien du Code civil français. Il s'agissait d'instaurer une servitude de trois mètres minimum en bordure de toute côte du domaine public maritime. Cela concernait notamment les zones où des aménagements (maisons, hôtels, embarcadères privés…) avaient bloqué le libre accès des citoyens au littoral. Le principe a par la suite été confirmé dans la loi Littoral de 1986 (ou Loi relative à l'aménagement, la protection et la mise en valeur du littoral).
La servitude de passage sur le littoral figure aux articles L 121-31 et suivants du code de l'Urbanisme.

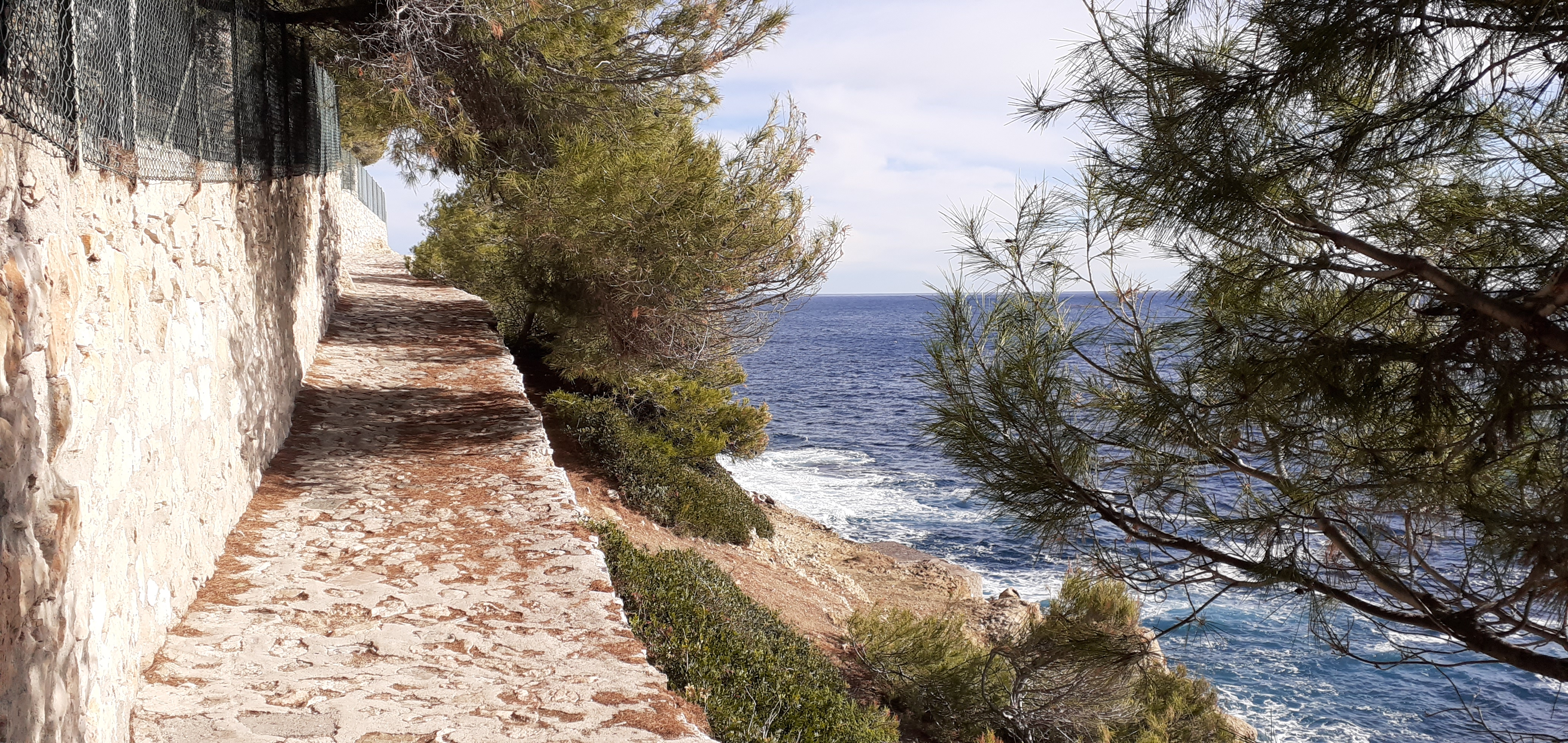
Le sentier du littoral à Saint-Jean-Cap-Ferrat

Ces sentiers se destinent à la circulation des piétons exclusivement. Ils sont gérés et financés par la direction départementale de l'Équipement (art. R 121-28 du code de l'urbanisme). Les communes peuvent si elles le souhaitent participer financièrement aux frais exposés par l'État. Le Département peut également financer. L'État après enquête publique peut décider d'adapter leurs tracés et/ou de les suspendre, selon les obstacles ou les besoins locaux ( L 121-32 du code de l'urbanisme). Lorsqu'il n'est pas possible de faire autrement, un sentier littoral peut traverser des propriétés privées (dont les occupants ont généralement réaménagé les bordures pour extraire le tracé du sentier hors d'une clôture ou d'une enceinte) : les éventuels dégâts n'ouvrent droit à aucune compensation financière. Cet état de fait peut faire penser que la Loi littoral a sur ce point un caractère rétroactif.
Les infractions commises par les propriétaires riverains au droit de passage des promeneurs sur le sentier du littoral sont constitutives d'une contravention de la 5e classe,. Les infractions commises par les piétons sont quant à elles passibles d'une amende de la 4e classe (même article).
Seul un « motif tiré de l'intérêt général ou de l'ordre public » peut autoriser un propriétaire à occuper le domaine public maritime ; le préfet localement compétent est tenu de déférer toute infraction au tribunal de police.
Le régime juridique des sentiers du littoral comporte de nombreuses similitudes avec celui de la servitude de marchepied concernant le domaine public fluvial. À noter toutefois une différence notable : alors que la servitude de marchepied n'impose pas d'enquête publique ni de décision préalable de l'administration pour être effective et opposable, la servitude de passage du littoral impose au contraire ce préalable, du moins dans les cas fréquents ou l'assiette de la servitude doit être déplacée en dehors de la zone des 3 mètres prévue par la loi.
De nombreux sentiers littoraux sont des sentiers de grande randonnée largement fréquentés, par exemple dans la Manche, dans le Finistère et dans le Var. Ces portions sont surveillées et entretenues par plusieurs corps : communes, associations de riverains, Fédération française de randonnée pédestre…
Alors qu'en 2015, l'observatoire du littoral évalue à 4 600 km de sentier du littoral ouverts sur les rivages métropolitains et près de 1 400 à ouvrir à moyen terme, en 2019, ce sont environ 5 800 km linéaires de sentier du littoral qui sont ouverts sur l'ensemble des côtes françaises (métropole et outre-mer), dont 1 530 km au titre de la servitude de passage des piétons. Près de 1 220 km de nouveaux linéaires de sentier seront ouverts à court terme ou sont à l'étude, ce qui portera le linéaire total à 7 020 km.

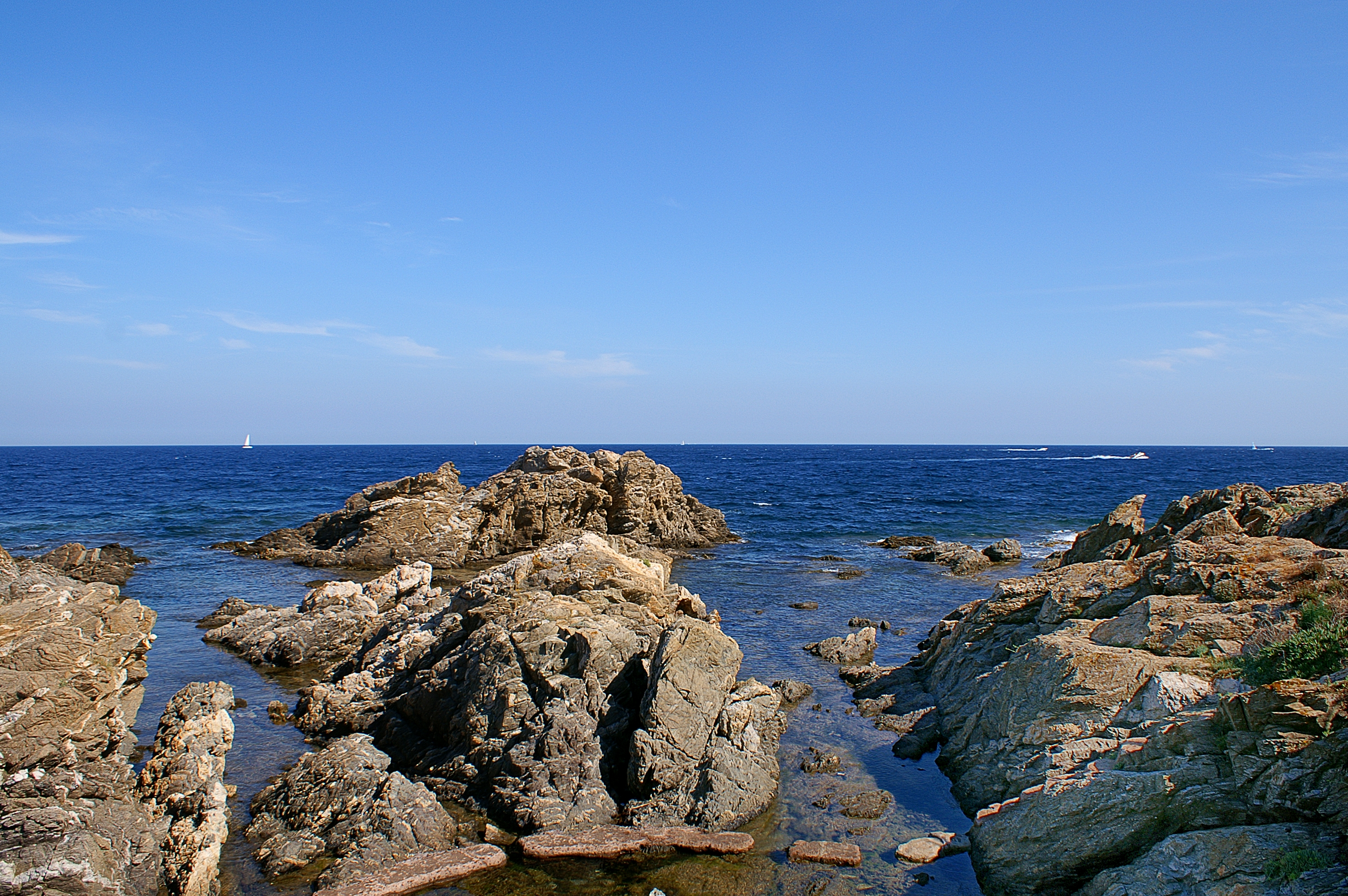
Rochers du sentier des douaniers, Les Issambres, Var.

## Autres points notables
Certains sentiers littoraux sont submersibles, par exemple dans les baies ; d'autres sont régulièrement retracés pour cause d'érosion, par exemple lorsque des falaises s'effondrent ou qu'une dune recule.

### Sentiers littoraux réputés
- Sentiers des douaniers à Perros-Guirec[9]
- Sentier de Tire-Poil sur le cap d'Antibes
- Promenade Le Corbusier sur le cap Martin
- Sentier du littoral de Six-Fours-les-Plages[10]
- Promenade au Clair de Lune à Dinard